# Mravenčí louka
Mravenčí louka je přírodní památka západně od obce Vápenice v okrese Uherské Hradiště. Důvodem ochrany jsou zachovalá společenstva vstavačových luk.